# Discografia de Vitão
A discografia de Vitão, um cantor e compositor brasileiro, consiste em 1 álbum de estúdio, 1 extended play e 23 singles (incluindo 10 como artista convidado).
Começou sua carreira em 2016, publicando vídeos de covers através do seu canal no YouTube, até ser descoberto pelo selo Head Media, que passou a gerenciar a carreira do cantor. Em agosto de 2018, lançou "Tá Foda", o primeiro single da sua carreira. Em setembro, foi lançado o single "Embrasa", em parceria com o cantor Luccas Carlos. Em novembro, foi lançado o single "Te Liguei". Em dezembro de 2018, Vitão assinou contrato com a gravadora Universal Music. Em fevereiro de 2019, lançou o single "Caderninho". Em março, Vitão lançou seu primeiro EP homônimo, Vitão, com cinco faixas e o single "Café". Em junho, foi lançado o single "Edredom", em parceria com o cantor MC Davi. Em outubro, lançou o single "Complicado", com a cantora Anitta. Em novembro, foi lançado o single "7 Chamadas", em parceria com o cantor colombiano Feid. Em 10 de janeiro de 2020, Vitão anunciou o lançamento do primeiro álbum de estúdio, Ouro, que foi lançado em 17 de janeiro de 2020. No mesmo dia do lançamento do álbum foi lançado o single "Um Pouco de Você".

## Álbuns

### Álbuns de estúdio
| Álbum | Detalhes                                                                                               |
| ----- | --- |

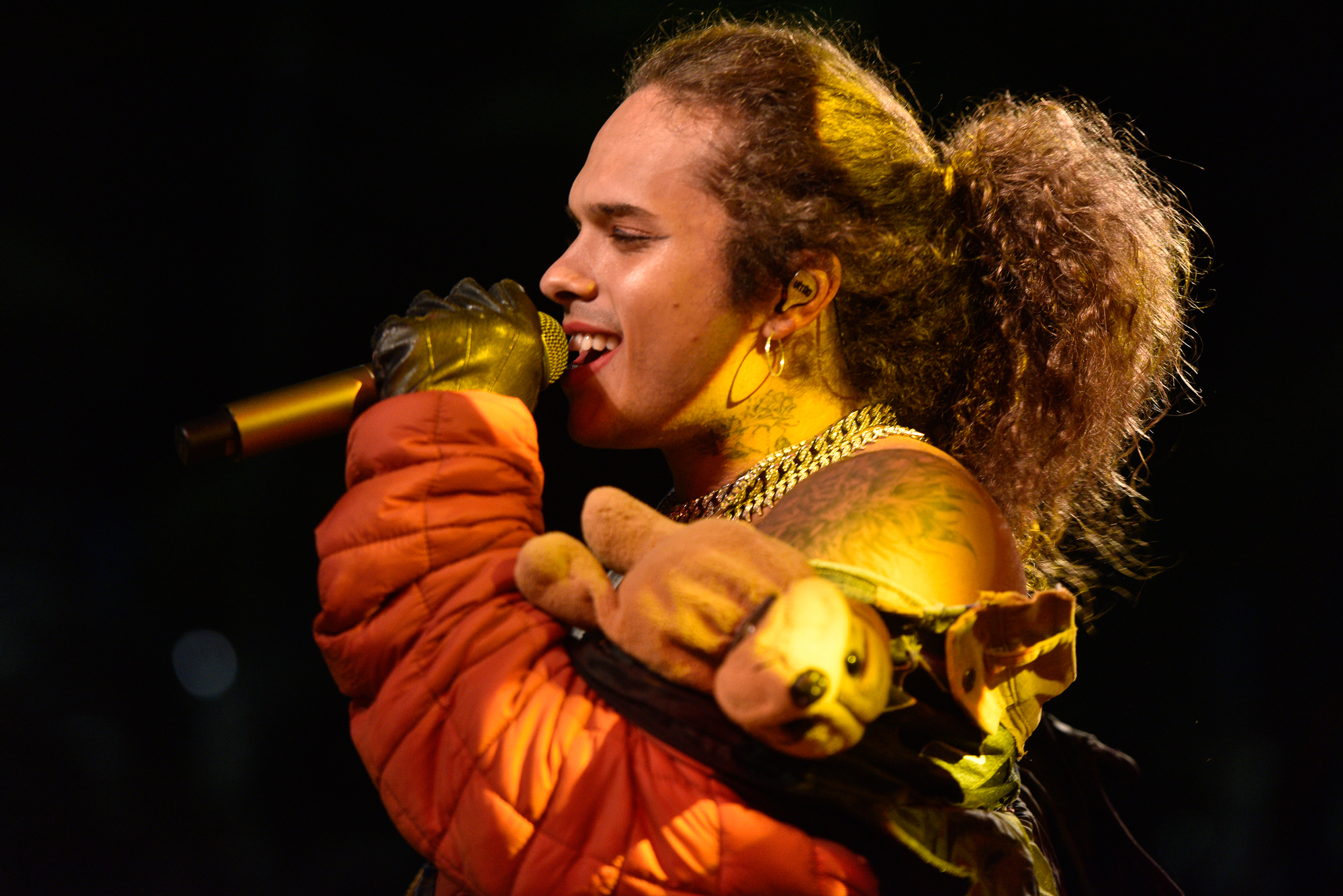
Vitão na Virada Cultural Paulista (2022)

| Ouro  | - Lançamento: 17 de janeiro de 2020 - Formatos: CD, download digital, streaming - Gravadora: Universal |

### Extended plays(EPs)
| Álbum | Detalhes                                                                                         |
| ----- | ------------------------------------------------------------------------------------------------ |
| Vitão | - Lançamento: 11 de março de 2019 - Formatos: Download digital, streaming - Gravadora: Universal |

## Singles

### Como artista principal
| "Tá Foda"                                                                      | 2018 | — | —   |              | Vitão                         |
| "Embrasa" (com Luccas Carlos)                                                  | 2018 | — | —   |              | Vitão                         |
| "Te Liguei"                                                                    | 2018 | — | —   |              | Vitão                         |
| "Caderninho"                                                                   | 2019 | — | —   |              | Vitão                         |
| "Café"                                                                         | 2019 | — | —   |              | Vitão                         |
| "Sei Lá" (com Projota)                                                         | 2019 | — | —   | - : Diamante | Não adicionado à nenhum álbum |
| "Edredom" (com MC Davi)                                                        | 2019 | — | —   |              | Não adicionado à nenhum álbum |
| "Complicado" (com Anitta)                                                      | 2019 | 8 | 92  |              | Ouro                          |
| "7 Chamadas" (part. Feid)                                                      | 2019 | — | —   |              | Ouro                          |
| "Um Pouco de Você"                                                             | 2020 | — | —   |              | Ouro                          |
| "Mais Que Bom" (part. Agir)                                                    | 2020 | — | 158 |              | Não adicionado à nenhum álbum |
| "Flores" (com Luísa Sonza)                                                     | 2020 | — | 18  |              | Não adicionado à nenhum álbum |
| "California"                                                                   | 2020 | — | —   |              | Não adicionado à nenhum álbum |
| "Pensa"                                                                        | 2021 | — | —   |              | Não adicionado à nenhum álbum |
| "Chamego" (com Rael)                                                           | 2021 | — | —   |              | Não adicionado à nenhum álbum |
| "Takafaya"                                                                     | 2021 | — | —   |              | Não adicionado à nenhum álbum |
| "Se Você Tiver Eu Tô"                                                          | 2021 | — | —   |              | Não adicionado à nenhum álbum |
| "Conto de Fadas"                                                               | 2021 | — | —   |              | Não adicionado à nenhum álbum |
| "Te Namorei" (com Los Brasileros)                                              | 2021 | — | —   |              | Não adicionado à nenhum álbum |
| "Pensei Melhor" (part. Thiaguinho, Luccas Carlos)                              | 2022 | — | —   |              | Não adicionado à nenhum álbum |
| "—" denota títulos que não entraram nas paradas ou não foram lançados no país. |      |   |     |              |                               |

### Como artista convidado
| "Clichê" (Day part. Vitão)                                                     | 2018 |          | Day                           |
| "Icebling" (Adpl part. Vitão, Ri$hin, Roger Limera e Philguetto)               | 2019 |          | Não adicionado á nenhum álbum |
| "Ioda" (Muzzike part. Vitão e Kweller)                                         | 2019 |          | Não adicionado á nenhum álbum |
| "Bomba Relógio" (Luísa Sonza part. Vitão)                                      | 2019 | - : Ouro | Pandora                       |
| "Céu Azul" (com Poesia Acústica #7)                                            | 2019 |          | Não adicionado á nenhum álbum |
| "Tá Falando Demais" (Bruninho & Davi part. Vitão)                              | 2019 |          | Quase Ontem                   |
| "Nada Fácil" (Luccas Carlos part. Vitão)                                       | 2019 |          | Não adicionado á nenhum álbum |
| "Jacarandá" (Vitor Kley part. Vitão)                                           | 2020 |          | Não adicionado á nenhum álbum |
| "Sem Limites" (WC no Beat part. Ludmilla e Vitão)                              | 2020 |          | Griff                         |
| "Na Janela" (Ivete Sangalo part. Vitão)                                        | 2020 |          | Ivete Sangalo                 |
| "—" denota títulos que não entraram nas paradas ou não foram lançados no país. |      |          |                               |

## Outras aparições
| Canção                  | Ano  | Outros artistas | Álbum                                |
| ----------------------- | ---- | --------------- | ------------------------------------ |
| "Beijo na Boca"         | 2019 | Rouge           | Les 5inq                             |
| "Deixa a Vida Me Levar" | 2019 | —               | Zeca Pagodinho 6.0 - Homenagem       |
| "Só Rezo"               | 2020 | Di Ferrero      | Sinais Sessions - Morro da Urca      |
| "Vibration"             | 2020 | Guga Nandes     | Pra Não Desgrudar (Ao Vivo) - Vol. 1 |